# Dohol
Pour les articles ayant des titres homophones, voir Dhole et Dool.
Le dohol (persan : دهل) , dhôl (panjâbî : ਢੋਲ, ڈھول ; hindoustani : ढोल, ڈھول ; arménien : Դհոլ)  ou doli (en géorgien : დოლი) est un tambour à deux peaux, joué avec les mains et avec une baguette dans le Caucase et notamment en Arménie, en Géorgie, au Kurdistan, en Afghanistan, en Iran, au Pakistan, au Népal, au Bangladesh et en Inde.

## Facture

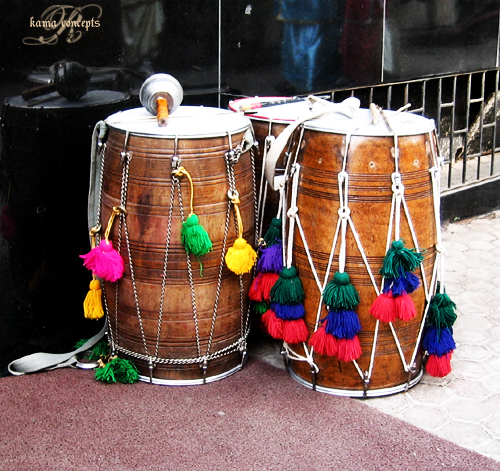
Trois dhôls.

C'est un gros tambour (membranophone à deux peaux) couché. D'un diamètre de 30 à 60 cm et long d'un mètre, il est en bois de tun ou de manguier. Les peaux sont maintenues coincées par des cercles de fer qui eux-mêmes sont tendus par des cordes qui entourent l'instrument en les reliant entre eux. À chaque croisement de cordes, il y a une bague en métal qui peut glisser afin de retendre les peaux ou les accorder. Il n'y a pas de pastille noire, comme sur le mridang. il en existe aussi de très grands, en métal, dans le sud de l'Inde.

## Jeu
L'instrument est joué assis ou debout (avec une lanière), en frappant les peaux avec la main droite et une fine baguette tenue par la main gauche. Les peaux ayant quasiment la même épaisseur, c'est le grand diamètre qui donne des sons grave. Toutefois, la claque avec la baguette peut être si forte qu'elle est plus sèche que celle de la main droite qui suit les variations de la mélodie. Le dohol est très répandu et est lié aux festivités. Il est très sonore et est l'instrument de la rue, des festivals et des groupes folkloriques. C'est aussi un instrument beaucoup utilisé dans la musique de film et le bhangra. C'est un instrument assez simple et facile à jouer, mais il peut aussi devenir redoutable entre certaines mains expérimentées. Il en existe une variante plus petite et plus populaire encore, le dholak.
En Iran, le dohol accompagne l'instrument à cuivre karna lors des fêtes de mariage au sein de l'ethnie bakhtiari. Le dohol y est joué avec les deux mains par le musicien tochmal ; l'une frappant un côté de la peau à l'aide d'un bois courbé et l'autre frappant l'autre côté à l'aide d'une fine baguette.